# Cantonul Saint-Paul-3
Cantonul Saint-Paul-3 este un canton din arondismentul Saint-Paul, Réunion, Franța.